# 会展中心站 (青岛市)
会展中心站，位于中华人民共和国山东省青岛市崂山区苗岭路与云岭路交叉口西侧地下，是青岛地铁11号线的地铁车站。

## 车站结构
车站地下一层为站厅。地下二层为11号线站台，呈东西走向，位于苗岭路下方。

### 出入口
- ：苗岭路北侧、青岛国际会展中心前
- ：苗岭路南侧、青岛市博物馆前
- ：苗岭路（南）、云岭路
  - 图例： 设有

## 沿革
- 2018年4月23日，青岛地铁11号线通车[2]。

## 车站周边
- 青岛国际会展中心
- 青岛市博物馆
- 崂山区政府
- 崂山风景区管理局
- 丽达购物中心